# 速見魁
速見 魁（はやみ いさお、1928年（昭和3年）8月10日 - 1991年（平成3年）3月8日）は日本の政治家。

## 経歴
長崎県佐世保市出身。旧制長崎県立佐世保中学校卒業。全日本港湾労働組合九州地方本部副委員長、佐世保地区労働組合会議（佐世保地区労）書記長・議長、長崎県議会議員を経て1986年（昭和61年）7月の第14回参議院議員通常選挙（長崎県選挙区）に日本社会党公認で立候補したが次点落選。1990年（平成2年）2月、第39回衆議院議員総選挙で引退した石橋政嗣前社会党委員長の後継として長崎2区より立候補し当選。衆議院運輸委員会に所属した。
任期在職中の1991年3月8日、入院先の国立がんセンターで死去した。62歳没。死没日付をもって従五位に叙され、勲四等旭日小綬章が追贈された。追悼演説は同年5月7日、衆議院本会議で光武顕により行われた。
出身地に近い佐世保市役所三川内支所敷地内に胸像がある。